# Forze armate somale
Le Forze armate somale (in lingua somala Xoogga Dalka Soomaaliyeed, in lingua araba  القوات المسلحة الصومالية ) rappresentano le forze militari della Repubblica federale di Somalia. Guidate dal Presidente della Repubblica come Comandante in Capo, secondo la Costituzione hanno il compito di assicurare la sicurezza, la sovranità e l'integrità della repubblica.
Le forze armate inizialmente erano costituite dall'esercito, marina, aeronautica e polizia. Nel periodo successivo all'indipendenza aumentarono le loro dimensioni fino a diventare tra le più numerose forze armate d'Africa. A partire dal 1988, le forze armate cominciarono a disintegrarsi e nel 1991 , con lo scoppio della guerra civile si sciolsero. Nel 2004, con la creazione del Governo federale di transizione, venne messo in moto anche il processo di ricostituzione delle forze armate nazionali. Dal gennaio 2014, il settore della sicurezza è sotto la supervisione del Ministero della Difesa, della Sicurezza nazionale e degli Interni e Federalismo, a loro volta parte del Governo federale somalo. Le regioni del Somaliland, Puntland e Khaatumo, hanno mantenuto le proprie forze di sicurezza e polizia.
Secondo il Worldwide Government Directory with Intergovernmental Organizations del CQ Press, nel 2013 le forze armate somale erano composte dall'Esercito, Marina militare, Aeronautica militare, Polizia e Agenzia nazionale di sicurezza e intelligence . Alla formazione delle forze armate somale concorre, a partire dal gennaio 2010, la missione europea EUTM, attualmente guidata dal generale di brigata Antonello De Sio e la missione italiana MIADIT, attualmente guidata dal Col. Ruggiero Capodivento.